# Gunung Simpang
Gunung Simpang är ett berg i Indonesien.   Det ligger i provinsen Aceh, i den västra delen av landet, 1 500 km nordväst om huvudstaden Jakarta. Toppen på Gunung Simpang är 566 meter över havet, eller 137 meter över den omgivande terrängen. Bredden vid basen är 1,2 km.
Terrängen runt Gunung Simpang är huvudsakligen kuperad, men åt sydväst är den platt. Runt Gunung Simpang är det ganska tätbefolkat, med 62 invånare per kvadratkilometer. I omgivningarna runt Gunung Simpang växer i huvudsak städsegrön lövskog.